# Трихатское
Трихатское (укр. Трихатське) — село в Николаевском районе Николаевской области Украины.
Население по переписи 2001 года составляло 35 человек. Почтовый индекс — 57121. Телефонный код — 512.

## Местный совет
57121, Николаевская обл., Николаевский р-н, с. Кринички, ул. Победы, 2б